# Iscadida youngai
Iscadida youngai là một loài bọ cánh cứng trong họ Chrysomelidae. Loài này được Daccordi miêu tả khoa học năm 1983.